# Norrbro
59°19′42″N 18°04′11.5″Ø / 59.32833°N 18.069861°Ø
Norrbro er en bro mellem Gamla Stan og Norrmalm i det centrale Stockholm. Det er en 19 meter bred stenhvælvsbro bestående af tre brodele over Stallkanalen, Helgeandsholmen og Norrström. Broens arkitekt er Carl Fredrik Adelcrantz med bygningsændringer af Erik Palmstedt, som var den ansvarige for byggeriet ved indvielsen i 1807. Norrbro er den ældst bevarede stenbro i Stockholm og strækker sig fra Lejonbacken ved Stockholms Slot til Gustav Adolfs Torg.
Mellem 2007 og 2010 gennemgik broen en omfattende renovering og kunne genindvies af Kronprinsesse Victoria den 23. januar 2010.

## Tidligere broer
Stadsholmens broforbindelse i nordlig retning, er en del af Stockholms tidligste historie og allerede i 1288 finder man de første optegnelser om "Stockholms norra bro" i et gavebrev fra Magnus Ladulås til Klara Kloster. Videre nævnes i Upplandsloven (stadfæstet af Kong Birger Magnusson i år 1296) i Vedtægtskodeksets 23. underafsnit (kapitel): Stockholms bro.
Broen strakte sig oprindeligt mere i vestlig retning end nutidens bro, som en forlængning af Västerlånggatan. Den bestod af en bro, der gik nord om Helgeandsholmen og til sidst to broer mod syd, hvor de senere anlagte norrbroer gik i flere forskellige retninger, dog i mere østlig reting end den første. I slutningen af 1700-tallet var der tre træbroer, hvor to af broerne Slaktarhusbron og Vedgårdsbron havde nogenlunde samme strækning som den kommende Norrbro.
I 1654 projekterede man en bro, der skulle følge slottets akse, ligesom en ny broforbindelse ingik i Nicodemus Tessins plan for slotsområdet fra og med 1713. Carl Fredrik Adelcrantz fik i 1781 godkendt sit forslag om ny bro, men planen blev efterfølgende revideret, og Norrbro stod først færdig i 1807 efter at den hovedansvarlige arkitekt Erik Palmstedt havde foretaget visse projektændringer. Det første spadestik blev taget af Kong Gustav 3. nogle år før.

## Den nuværende Norrbro
- Norrbro i 1840'erne. I forgrunden ses bl.a. publicisten Lars Johan Hierta.
- Norrbros nordlige del med Gustav 3.s operahus i midten (akvarel af Anna Palm, 1892).
- Norrbro udsmykket på Gustav 5.s 80 års fødselsdag, 16. juni 1938.
- Norrbros nordlige brohvælv set mod øst. I baggrunden Kungliga Operan, Kungsträdgårdsgatan og Grand Hotel, fotograferet i marts 2009.

Byggeriet af den nordlige bro-del begyndte i 1787. Norddelen består af tre stenhvælvinger og stod færdig i 1797, mens den sydlige del over Stallkanalen (bestående af ét hvælv) var færdig i 1806. Den midterste del af broen er flad, og under den findes det nuværende Medeltidsmuseet. Broens samlede længde fra Slottskajen til Gustav Adolfs Torg er 190 meter. Granitten til broen blev udvundet ved Plommonbacken i det den fjerneste del af Blockhusudden, Södra Djurgården.
Broen er usædvanlig bred for sin tid (19 meter), og med både god belægning og fortove blev den en populær gågade med adskillige boder også kaldet Norrbrobasaren. Fortovene på Norrbro var de første af deres slags i Stockholm, og i 1853 oplyste hovedstadens første gasbelysning broen, og byens første elektriske belysning etableredes ligeledes på denne bro. De første permanente lysbuelampe-armaturer blev tegnet af arkitekten Gustaf de Frumerie, mens de nuværende blev designet af Kurt von Schmalensee i 1926. Samtidigt placerede man statuen Norrbroløverne ved broens nordlige landgang. Skulpturerne er kopier af to ægyptiske løver, hvis originaler står på Vatikanmuseet i Rom.
I forbindelse med Riksdagshuset opførelse i 1890 forsvandt basaren, og samtidigt blev Norrbros rolle som populær gågade overtaget af Strandvägen, men Norrbros centrale beliggenhed ved slottet har i dag gjort den til en ofte anvendt paradegade. Det er her vagtparader finder sted ved slottet, og det er her forbipassérende kareter med kongelige og udenlandske statschefer kan ses på vej til slottet. Også Olof Palmes og Prins Bertils begravelsesoptog gik over broen, og Vattenfestivalen havde sit centrum her.
Trafikalt var Norrbro fortsat frem til 1870'erne den eneste vejforbindelse mellem Gamla Stan og den nordlige stockholmsegn. Med Vasabrons etablering i 1878 blev der skabt en alternativ broforbindelse, men først da Västerbron endeligt stod klar i 1935 ændredes trafikflowet gennem Stockholms innerstad. Den stigende trafik øgede behovet for flere forbindelser over Norrström. Strömbron og pontonbroen fra Riddarholmen blev bygget for at aflaste Norrbro, men det var først, da Centralbron kom til i 1960'erne, at trafikken over Norrbro mindskedes for alvor.

## Renoveringen
- Norrbro
- Renoveringen af Norrbro i marts 2009.
- Kronprinsesse Victoria nedsænker den sidste sten d. 23. januar 2010.
- Et vue på den renoverede balustrade i 2010.
- Den renoverede bro i marts 2010.

Efter 200 år uden større vedligeholdelsesarbejde, bar broen præg af at være i dårlig stand. Sætningsskader i fundamentet gjorde, at konstruktionen revnede, og vand trængte ind i Medeltidsmuseet, der efterfølgende skulle tømmes for at redde inventaret. Den østlige brofacade begyndte at bøje udad og var på vej til at styrte sammen, og der blev udstedt forbud mod al tung trafik. I 2007 besluttede Stockholms kommun efter mange år, at broen skulle renoveres.
Store dele af broens stenlegemer blev skilt ad og om nødvendigt udskiftet, blandt andet blev alle de jernbolte, der var rustne, fjernet. Et stort problem var dog ledningerne over broen. Det involverede mange mennesker, fordi hovedlinjen med vand, el, gas, fjernvarme, telefonledninger og andre medieforbindelser mellem Gamla Stan og Norrmalm løb igennem og fortsatte her. Under kørebanen blev alle rørledninger udskiftet, og hele overfladen under kørebanen blev dækket med beskyttende stålrør. Efter et omfattende forstærkningsarbejde med opsætning af over 300 cementpiller som er dybt forankret i Brunkebergsåsens grus, har man nu vurderet, at broen kan holde i mange år endnu.
Kørebanen og fortovene fik ny belægning bestående af granitplader fra Bohuslän, og broens balustrade er igen som ny. Medeltidsmuseet flyttede, i forbindelse med brorenoveringen, ind nogen større lokaler og åbnede igen for offentligheden søndag d. 24 januar 2010. Samlet set kostede renoveringen 175 millioner SEK (inklusiv ombygningen af Medeltidsmuseet).
Den 23. januar 2010 blev broen genindviet af Kronprinsesse Victoria i selskab med Sten Nordin, Madeleine Sjöstedt og Ulla Hamilton. Kronprinsessen (iklædt blå byggehjelm) placerede symbolisk den afsluttende sten i fortovet og sluttede dermed "den kongelige ring" i broens lange historie, eftersom Gustav 3., som tidligere nævnt, i sin tid tog det første spadestik.
Granitpladen som kronprinsessen løftede ned i Norrbros fortovsfordybnings bar inskriptionen:
| Citat | Den 23. januar 2010 lagde H. K. H. Kronprinsesse Victoria den sidste sten i Norrbros renovering 2007–2009 | Citat |
|       | |       |

## Norrbro dengang og nu
- Norrbro set fra Lejonbacken: Billedet til venstre er taget i 1890 med basarer på vestsiden, bl.a. Adolf Bonniers boghandel. Basarene blev revet ned i 1904, da Riksdagshuset skulle opføres.
- Billedet til højre viser Norrbros genåbningsdag 23. januar 2010.
 I baggrunden længst til venstre ses Klara Kirkes kirkespir.